# Heitor Marcelino Domingues
Ettore Marcelino Domingues (São Paulo, 20 de dezembro de 1898 — São Paulo, 21 de setembro de 1972), também chamado de Heitor, foi um futebolista brasileiro que atuava como atacante. Além do futebol, Heitor jogou basquete, tornando-se campeão paulista de 1928 pelo Palestra Itália, defendeu o Palestra também no atletismo, tênis de mesa e vôlei. Foi um dos mais importantes jogadores da história do Palmeiras, sendo até os dias atuais o maior goleador da equipe.

## Carreira

### Primeiros anos
Filho de espanhóis, Heitor Marcelino começou a jogar no quadro infantil do Colégio Santo Alberto e depois no Colégio do Carmo, onde estudava. Em 1915, começou a disputar os torneios oficiais pelo segundo quadro do Sport Clube Americano, e no ano seguinte, 1916, passou para o primeiro quadro. Ainda em 1916 passou a atuar pelo Palestra Itália onde se tornou titular absoluto e destacou-se pela força física e pela capacidade de finalização, levando-o em poucos meses à Seleção Brasileira de Futebol onde estreou marcando gol, em 13 de maio de 1917.

### Palmeiras e Seleção Brasileira

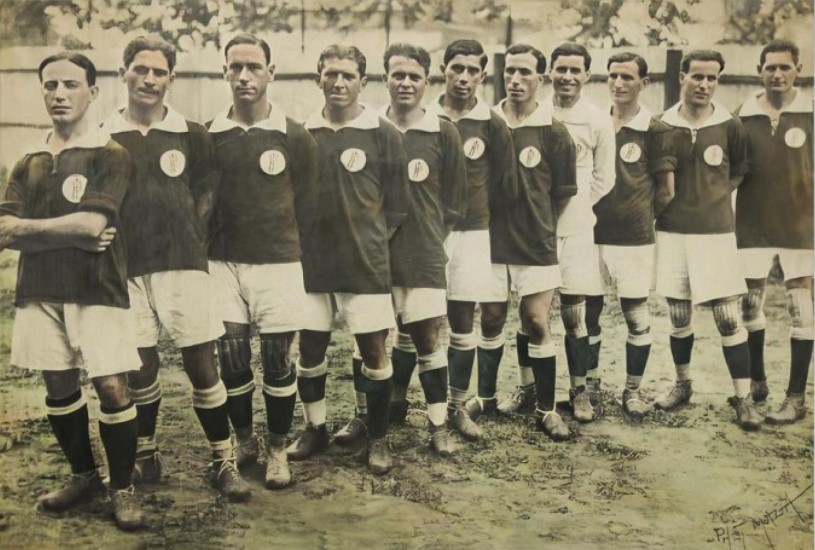
Atuando pelo Palestra Italia em 1920 (sexto da esquerda para direita)

Em São Paulo, Heitor tornou-se o rival de Arthur Friedenreich, mas juntos, formaram grande dupla de ataque da Seleção Brasileira, notadamente no campeonato sul-americano de 1919. Estrearam contra a Argentina em 18 de maio de 1919, com gol de Heitor. A final do torneio também teve participação decisiva do Heitor, com o gol marcado brasileiro saindo após rebote do goleiro, de uma magnífica cabeçada sua.
Em 1920, comandou o Palestra ao seu primeiro título estadual, derrotando na final justamente o rival Paulistano de Friedenreich. Ao longo do torneio chegou a marcar 6 gols em uma mesma partida, contra o Internacional da capital.
Em 1923, Heitor registra um recorde no futebol paulista, tornando-se o jogador a fazer o maior número de gols numa única partida vestindo a camisa da Seleção Paulista, ao marcar 7 gols diante da Seleção do Paraná, o qual permanece até hoje.
No biênio 1926-1927, Heitor tornou-se artilheiro e comandou o Palestra ao bi-campeonato paulista e estadual, além de outras conquistas como a Taça dos Campeões entre Rio de Janeiro e São Paulo, a Taça Ballor e o Torneio Início.
Em 1928, conseguiu um feito notável: artilheiro do campeonato paulista daquele ano, no intervalo entre os jogos treinava e atuava na equipe de basquete do clube, levando-a à conquista do bicampeonato estadual de basquete de 1928 e 29.
Em 1929, outro feito notável: convocado para a Seleção, em um dos jogos amistosos, contra uma equipe argentina, o goleiro da Seleção, Amado do Flamengo, se contundiu entrando Jaguaré do Vasco, que no final do jogo também se contundiu. Heitor, que apesar da estatura mediana também possuía grande elasticidade, foi para o gol da Seleção e garantiu os últimos minutos de jogo sem sofrer nenhum gol da equipe argentina.
No Palmeiras, fez 358 jogos e marcou 327 gols, média de 0,91 gols por partida. Estes dados foram calculados após uma recontagem com base nas súmulas dos arquivos das federações, antes os números oficiais apontavam para uma quantidade bastante inferior de gols, acreditava-se que ele havia jogado 330 vezes e marcado 284 gols.
Já pela Seleção Brasileira foram 11 jogos e 4 gols, 8 vitórias, 3 empates e nenhuma derrota.
Foi titular da Seleção Paulista de Futebol de 1917 a 1930.

### Despedida e carreira como árbitro de futebol
Heitor jogou pelo Palestra até o final de 1931 quando fez sua despedida e retornou ao Americano onde jogou mais alguns amistosos. Sua versatilidade, que o levou da artilharia ao gol da Seleção Brasileira, e campeão de basquete pelo clube ao mesmo tempo em que se sagrava artilheiro no futebol, continuou após o fim da carreira como jogador, tornando-se árbitro muito bem sucedido. Entre outros momentos importantes, em 1935 apitou a decisão do Campeonato Paulista de 1935 entre Santos e Corinthians. Em 1940 arbitrou também a partida inaugural do Estádio do Pacaembu, o primeiro Derby Paulista(Corinthians/Palmeiras x Palmeiras/Corinthians) no local(Pacaembu), a final da Taça Cidade de São Paulo no domingo seguinte e a primeira partida do Palestra Itália no Pacaembu, quando venceu o Coritiba por 6 a 2.

## Títulos
Palestra Itália
- Campeonato Paulista: 1920, 1926, 1926 (edição extra) e 1927
- Taça dos Campeões Estaduais Rio-São Paulo: 1926
- Torneio Início Paulista: 1927
- Taça Competência: 1920, 1926, 1927
- Taça Ballor (campeão 1 turno do Campeonato Paulista): 1926, 1927
- Campeão Paulista de Basquete: 1928, 1929

Seleção Brasileira
- Copa América: 1919, 1922
- Taça Rodrigues Alves: 1922, 1923
- Taça Confratenidad Brasil-Argentina: 1923

Seleção Paulista
- Campeonato Brasileiro de Seleções Estaduais: 1922, 1923, 1926, 1929

## Números e Recordes
- Maior artilheiro da história do Palmeiras
- Maior artilheiro da história do Palmeiras em Campeonato Paulista (191 gols)
- Maior artilheiro da história do Parque Antarctica | Palestra Itália | Allianz Parque (185 gols)
- Quinto maior artilheiro da história do Campeonato Paulista, atrás apenas de Pelé, Friedenreich, Serginho Chulapa e Feitiço
- Recordista de gols em um mesmo jogo, com seis bolas na rede em duas oportunidades, ainda soma outros dois jogos com cinco gols em cada.
- 20º jogador com mais partidas da história do Palmeiras[5]

## Artilharias
- Campeonato Paulista de 1926 (23 gols)
- Campeonato Paulista de 1928 (18 gols)
- Taça Competência de 1928 (3 gols)